# Baculoviridae
I Baculoviridae sono una famiglia di virus. Sono particelle bastoncellari provviste di involucro e di un nucleocapside di 300 nanometri x 30-60 nanometri. Ci sono 85 specie conosciute in questa famiglia, assegnate a quattro generi.
I generi di Baculoviridae sono: Alphabaculovirus, Betabaculovirus, Deltabaculovirus e Gammabaculovirus.
È noto che i baculovirus infettano gli insetti, con oltre 600 specie ospiti descritte. Le forme immature (larvali) di specie di lepidotteri (falene e farfalle) sono gli ospiti più comuni, ma sono stati trovati anche questi virus che infettano le symphyta e le zanzare. Sebbene i baculovirus siano in grado di entrare in cellule di mammifero in coltura, non sono noti per essere in grado di replicarsi in cellule di mammiferi o altri animali vertebrati .
A partire dagli anni '40 sono stati ampiamente utilizzati e studiati come biopesticidi nei campi coltivati. I baculovirus contengono un genoma circolare di DNA a doppia elica (dsDNA) che va da 80 a 180 kbp.

## Storia
Le prime registrazioni di baculovirus possono essere trovate in letteratura fin dal XVI secolo nei rapporti di "malattia dell'appassimento" che infettano le larve del baco da seta. Dagli anni '90 sono stati impiegati per produrre proteine eucariotiche complesse in colture di cellule di insetto. Queste proteine ricombinanti sono state utilizzate nella ricerca e come vaccini in trattamenti medici sia umani che veterinari (ad esempio, il vaccino più utilizzato per la prevenzione, nei polli, dell'influenza aviaria causata da H5N1 è stato prodotto in un vettore di espressione del baculovirus). Più recentemente è stato scoperto che i baculovirus possono trasdurre cellule di mammifero con un promotore adatto.

## Ciclo di vita
Il ciclo di vita del baculovirus coinvolge due forme distinte di virus. Il virus derivato dall'occlusione (ODV) è presente in una matrice proteica (poliedrina o granulina) ed è responsabile dell'infezione primaria dell'ospite mentre il virus gemmato (BV) viene rilasciato dalle cellule ospiti infette successivamente durante l'infezione secondaria.
I baculovirus hanno tropismi specifici tra gli invertebrati con oltre 700 specie ospiti descritte. Le forme immature (larvali) delle specie di lepidotteri sono gli ospiti più comuni, ma sono stati trovati anche questi virus che infettano le symphyta e le zanzare. Segnalazioni di infezioni da baculovirus di gamberetti e coleotteri (ad esempio Oryctes rhinocerus) sono risultate essere nudiviridae, una stirpe strettamente correlata ai baculovirus.
In genere, l'infezione iniziale si verifica quando un insetto ospite suscettibile si nutre di piante contaminate dalla forma occlusa del virus. La matrice proteica si dissolve nell'ambiente alcalino dell'intestino medio dell'ospite (stomaco), rilasciando ODV che poi si fondono alla membrana delle cellule epiteliali colonnari dell'intestino dell'ospite e vengono assorbiti nella cellula negli endosomi. I nucleocapsidi sfuggono dagli endosomi e vengono trasportati al nucleo. Questo passaggio è probabilmente mediato da filamenti di actina. La trascrizione e la replicazione virale avvengono nel nucleo cellulare e nuove particelle di BV vengono espulse per diffondere l'infezione a livello sistemico. Durante il germogliamento, BV acquisisce una membrana della cellula ospite che si adatta liberamente con glicoproteine virali.
L'infezione da baculovirus può essere suddivisa in tre fasi distinte:
- Precoce (0-6 ore dopo l'infezione),
- Tardiva (6-24 h dopo l'infezione)
- Fase molto tardiva (da 18–24 a 72 h dopo l'infezione)

Mentre la BV viene prodotta nella fase tardiva, la forma ODV viene prodotta nella fase molto tardiva acquisendo l'involucro dal nucleo della cellula ospite ed incorporata nella matrice della proteina del corpo di occlusione. Questi corpi di occlusione vengono rilasciati quando le cellule si lisano per diffondere ulteriormente l'infezione da baculovirus all'ospite successivo. L'estesa lisi delle cellule spesso fa sì che l'insetto ospite si disintegra letteralmente, da qui il motivo del nome storico "malattia dell'appassimento". Le particelle complete di ODV-poliedrina sono resistenti al calore e all'inattivazione della luce, mentre il virione BV nudo è più sensibile all'ambiente.
Quando si infetta un bruco, gli stadi avanzati dell'infezione fanno sì che l'ospite si nutra senza riposarsi, per poi arrampicarsi sulle parti più alte degli alberi, compresi i luoghi esposti che normalmente eviterebbe a causa del rischio di predatori. Questo è un vantaggio per il virus se (quando l'ospite si dissolve) può gocciolare sulle foglie che verranno consumate dai nuovi ospiti.